# Puits de Blomet
Puits de Blomet (tj. Blometova studna) byla jedna z artéských studní v Paříži. Nacházela se v 15. obvodu.

## Historie
Vrt byl v roce 1928 posledním ze série artéských studní, které v Paříži vyhloubila společnost Brochot. Ta v letech 1903–1928 realizovala již čtyři předchozí vrty. Vrt byl hluboký 587 metrů a voda o teplotě 28° C byla určena pro zásobování nové plovárny Blomet. Výstavba tohoto veřejného bazénu, který se nachází v Rue Blomet, probíhala v rámci projektu celkové rekonstrukce a výstavby bazénů a sprch, zahájeného roku 1910 v Paříži. Součástí tohoto plánu byla tři nová zařízení: plovárna Butte-aux-Cailles, rekonstrukce plovárny Rouvet a sprchy na Rue de Buzenval. V roce 1960 bylo po rekonstrukci koupaliště upuštěno od zásobování artéskou vodou a studna byla zrušena.